# بانک ملی یونان

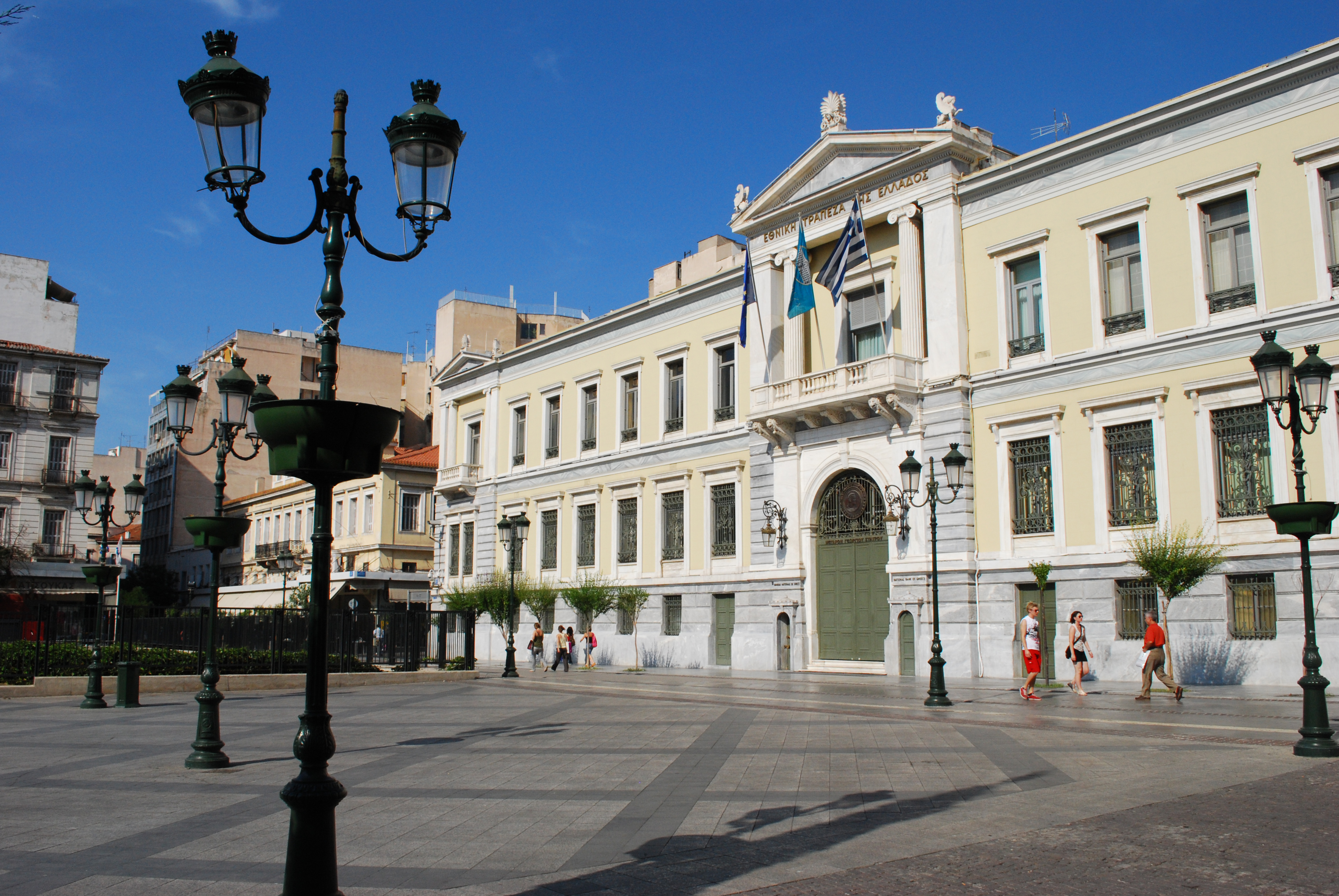
شعبه مرکزی بانک مرکزی یونان، در آتن

بانک ملی یونان (به یونانی: National Bank of Greece) شرکت خدمات مالی و بانکداری یونانی است، که به‌عنوان بزرگترین بانک یونان شناخته می‌شود.
بانک ملی یونان دارای ۶۰۰ شعبه و ۱٫۳۷۰ دستگاه خودپرداز در یونان بوده و ۱٫۲۰۰ شعبه در ۱۸ کشور جهان دارد. این بانک ۵۰٪ درصد از درآمد خود را از بازار یونان، ۳۵٪ درصد از بازار ترکیه و ۱۵٪ درصد نیز از شعبه‌های مستقر در شمال‌شرقی اروپا بدست می‌آورد.
فعالیت‌های این بانک در زمینه بانکداری خرد، بانکداری سرمایه‌گذاری، بانکداری شرکتی و مدیریت سرمایه‌گذاری متمرکز می‌باشد.
بانک ملی یونان در سال ۱۸۴۱ توسط بانکدار سوئیسی جین-گابریل اینارد و جورجیوس استافروس تأسیس شده‌است. شعبه مرکزی این بانک در شهر آتن، یونان قرار دارد و بخشی از سهام آن در بازارهای بورس آتن، بورس لندن و بورس نیویورک معامله می‌شود.